# Хлопна
Хлопна — деревня в Коломенском районе Московской области. Населённый пункт входит в состав Биорковского сельского поселения. Расположен в равнинной местности. Население — 0 чел. (2010). Всё население деревни — русские по национальности.

## Население
| 2002 | 2006 | 2010 |
| ---- | ---- | ---- |
| 4    | ↘2   | ↘0   |